# Tanibiaga
Tanibiaga est une localité située dans le département de Bilanga de la province de la Gnagna dans la région Est au Burkina Faso.

## Géographie
Tanibiaga se trouve à 8 km au nord-est de Tiapaga, à 8 km au sud de Dipienga ainsi qu'à 17 km de Tobou.

## Santé et éducation
Les centres de soins les plus proches de Tanibiaga sont les centres de santé et de promotion sociale (CSPS) de Dipienga, plus proche, ou celui de Tobou, plus facilement accessible. Le village possède une école primaire.
Le village possède une école primaire publique.